# Hosejn Rezazade
Hosejn Rezazade (per. حسین رضازاده; ur. 12 maja 1978 w Ardabilu) – irański sztangista startujący w kategorii +105 kg. Ma w dorobku dwa tytuły mistrza olimpijskiego (olimpiada w Sydney i Atenach), a także cztery tytuły mistrza świata. Przez kilkanaście lat był rekordzistą świata w swojej kategorii wagowej w podrzucie, jak i w dwuboju (263 i 472 kg). Ma też rekordy olimpijskie w rwaniu, podrzucie i dwuboju (odpowiednio: 212, 263 i 472 kg). Podczas Mistrzostw Świata 2015 Rosjanin Aleksiej Łowczew odebrał mu rekord zarówno w podrzucie, jak i w dwuboju (264 i 475 kg). Obecnie (2014) przewodniczący Irańskiej Federacji Podnoszenia Ciężarów.
Urodził się jako trzecie z siedmiorga dzieci w rodzinie mającej azerskie pochodzenie. Za namową nauczyciela w wieku 15 lat rozpoczął trenowanie podnoszenia ciężarów.
W trakcie kariery dostawał od krajowych federacji Grecji i Turcji propozycje reprezentowania tychże krajów w zawodach, jednak zawsze odmawiał. Miał wystartować również na Letnich Igrzyskach Olimpijskich 2008, jednak zrezygnował z powodu nadciśnienia tętniczego i kontuzji kolana, której nabawił się w 2007 roku. W tym samym roku zakończył karierę.
Znany był ze swojej pobożności (podczas zawodów regularnie się modlił). Po zakończeniu kariery był głównym menedżerem i trenerem irańskich sztangistów. W 2009 roku podejrzewano go o podawanie swoim podopiecznym dopingu, kiedy w organizmach kilku Irańczyków znaleziono niedozwolone środki dopingujące.
W 2014 roku pracował w radzie miasta Teheran.
W 2003 roku jego ślub w Mekce był transmitowany przez irańską telewizję państwową. Niedługo po ślubie parze urodził się pierwszy syn.